# Hotel Kullaberg
Hotel Kullaberg, ligger vid hamnen Mölle, Höganäs kommun, Skåne län. Det är Mölles äldsta hotell, uppfört 1890–91.
År 1875 startade Axel Andersson en enklare restaurationsbyggnad på samma plats där hotellet står idag. År 1890 brann denna ned till grunden. Redan året därpå kunde Andersson annonsera att ett hotell byggts upp. Det hade då två våningar, men byggdes på med en tredje våning 1907. Samma år gästades hotellet av två berömda gäster, nämligen kejsar Vilhelm II av Tyskland den 30 juli och i augusti av författaren Hjalmar Söderberg.
År 1946 genomfördes en grundlig renovering. Denna och senare renoveringar innebar bl.a. att hotellet kom att beklädas av mexisten, och de smidda balkongerna försvann. Bob Erixon köpte hotellet 1992. Efter detta återställdes fasader, tak, balkonger, glasverandor och interiör i ursprungligt skick. Ritningsarbetet utfördes av arkitekt Erik Frederiksen.
I hotellet finns idag hotelldel och restaurang. Från år 2007 har man försökt att sälja andelsveckor i hotellet. I november 2011 försattes bolaget bakom restaurangen i hotel Kullaberg – Kullaberg Cuisine – i konkurs. Från och med våren 2012 tog Thomas och Gunilla Dreilick över skötseln och driften av Hotell Kullaberg.